# Liopropoma erythraeum
Liopropoma erythraeum là một loài cá biển thuộc chi Liopropoma trong họ Cá mú. Loài này được mô tả lần đầu tiên vào năm 1988.

## Phân bố và môi trường sống
L. erythraeum có phạm vi phân bố rải rác ở Tây và Trung Thái Bình Dương. Loài cá này được tìm thấy ở ngoài khơi Okinawa, quần đảo Ryukyu (Nhật Bản); đảo Đài Loan; quần đảo Society; và đảo Lord Howe (Úc). L. erythraeum sống ở độ sâu khoảng từ 100 đến 320 m.

## Mô tả
Chiều dài cơ thể tối đa được ghi nhận ở L. erythraeum là 27,8 cm.